# Le chat botté
Le chat botté è un cortometraggio del 1903 diretto da Lucien Nonguet e Ferdinand Zecca.

## Trama
1. Dividere l'ereditarietà. La morte del padre.
2. Il gatto con gli stivali consola il suo padrone.
3. Il gatto va a caccia.
4. Annegamento simulato.
5. Visita la tenuta del marchese di Carabas.
6. Il castello degli Ogres, il gatto lo sorprende.
7. Promessi Sposi. Apoteosi.